# Johann I. (Henneberg-Schleusingen)
Johann I. von Henneberg-Schleusingen (* 1289; † 2. Mai 1359) war von 1347 bis 1359 regierender Graf von Henneberg-Schleusingen.

## Herkunft
Johann war der jüngere Sohn des 1310 in den Fürstenstand erhobenen Grafen Berthold des Weisen (1272–1340) und dessen Ehefrau Adelheid von Hessen (1268–1317), Tochter des Landgrafen Heinrich I. von Hessen. Sein älterer Bruder war Heinrich VIII. († 10. September 1347), der mit Jutta (Judith) von Brandenburg zu Salzwedel (1298/1300–1353) einen früh verstorbenen Sohn und vier Töchter hatte. Sein jüngerer Bruder Berthold wurde Ritter des Johanniterordens und Komtur in Kühndorf. Der jüngste Bruder, Ludwig, trat in den geistlichen Stand und wurde schließlich Domherr in Magdeburg. Seine Schwester Elisabeth (1318–1377) heiratete Johann II., den Burggrafen von Nürnberg.

## Leben

### Frühe Jahre
Johann verbrachte seine jüngeren Jahre meist im Gefolge seines Vaters Berthold, der von 1323 bis 1330 Vormund des minderjährigen Markgrafen von Brandenburg Ludwig, dem ältesten Sohn des Kaisers Ludwig IV., und Statthalter der Mark Brandenburg war, und dadurch hatte er vielerlei und enge Kontakte am brandenburgischen Hof und – auf Grund der lange geplanten Vermählung Ludwigs mit der dänischen Königstochter Margarethe – am dänischen Hof. Nachdem deren Bruder, Prinz Otto Christoffersen, zweiter Sohn des 1332 verstorbenen Königs Christoph II., bei seinem vergeblichen Versuch, die Herrschaft in Jütland zu erlangen, von dem faktischen Regenten, Graf Gerhard III. von Holstein-Rendsburg, am 7. Oktober 1334 in der Schlacht bei Viborg geschlagen und dann auf der Burg Segeberg als Gefangener gehalten wurde, gelang es Johann, durch Verhandlungen dessen Freilassung zu bewirken, allerdings gegen sehr schwere Auflagen, was ihm die Dänen verübelten.
Johann kehrte 1339 in die heimische Grafschaft zurück und erhielt dort von seinem Vater Einkünfte aus Besitz in Fuchsstadt, Kissingen, Nüdlingen und Behrungen, wobei er – angesichts der Tatsache, dass sein älterer Bruder Heinrich VIII. nur überlebende Töchter hatte – jedoch ausdrücklich nicht auf sein Erbrecht an der Grafschaft Henneberg verzichtete. Als sein Vater im folgenden Jahr starb, erhielt Johann von Kaiser Ludwig IV. die Bestätigung des Reichslehens der Grafschaft und seines Erbfolgerechts und von der Abtei Hersfeld die für die hersfeldischen Lehen der Henneberger.
Auf Fürstgraf Berthold folgte 1340 Johanns Bruder Heinrich VIII. als regierender Graf. Kurz vor seinem Tod 1347 verfügte er, dass seiner Witwe Jutta und seinen drei noch nicht versorgten Töchtern der Südteil der Grafschaft, die sogenannte „Neue Herrschaft“, die Jutta zu einem erheblichen Teil als Mitgift in ihre Ehe eingebracht hatte, zugewiesen werden sollte, der Nordteil – die althennebergischen Lande – dagegen seinem jüngeren Bruder Johann I.

### Regierender Fürstgraf
Johanns somit erheblich verkleinerte Grafschaft Henneberg, ein verhältnismäßig kompaktes Gebiet zwischen Thüringer Wald und Rhön, bestand aus den Burgen und Ämtern Henneberg, Barchfeld, Elgersburg, Frankenberg, Ilmenau, Kaltennordheim, Mainberg, Maßbach, Roßdorf, Sand, Schleusingen, Themar, Völkershausen, Wasungen, Wernshausen und der Hälfte der Scharfenburg und der Stadt Schweinfurt. Die territoriale Schwächung bedeutete auch eine finanzielle und machtpolitische, insbesondere gegenüber dem benachbarten Hochstift Würzburg, mit dem die Henneberger so lange um die Vorherrschaft im nördlichen Franken gerungen hatten.
Johann blieb kaum eine andere Wahl, als sich eng an das Hochstift anzulehnen. Schon 1348, im zweiten Jahr seiner Regierung, trug er dem Bischof Albrecht II. das seit 1157 in Händen der Henneberger als Schutzvögte des Hochstifts befindliche Amt des Burggrafen in Würzburg zu Lehen auf und erhielt es am 5. Juni 1348 als würzburgisches Mannlehen zurück. Dies stellte eine weitere schwerwiegende Schwächung der Grafschaft dar. Die Belehnung war verbunden mit der gleichzeitigen Belehnung Johanns durch Bischof Albrecht mit dem nunmehr erblichen Marschallamt des Hochstifts, das zuvor nur an verschiedene Henneberger verliehen worden war. 1349 erneuerte der Bischof die Schutzvogtei Johanns über das Hochstift und räumte ihm und seinen Nachkommen das Öffnungsrecht in allen würzburgischen Burgen und Städten ein. Die Bindung an Würzburg wurde am 12. März 1350 weiter vertieft, als Johann ein würzburgisches erbliches Burglehen auf die Burg Landeswehre und eine Erneuerung des schon 1330 seinem Vater erhaltenen Erbburglehens auf die bischöfliche Burg in Meiningen erhielt.
Um den Fortbestand seines Geschlechts zu sichern, heiratete Johann 1349 Elisabeth von Leuchtenberg, Tochter des Landgrafen Ulrich I. von Leuchtenberg († 1334) und dessen Ehefrau Anna von Zollern-Nürnberg († 1340).
Johann war 1349 im Gefolge des Königs Karl IV. in Nürnberg und erhielt 1350 von diesem eine Erneuerung der hennebergischen Reichslehen und Regalien, was die Auftragung der Würzburger Burggrafschaft an das Hochstift zumindest teilweise negierte. Ebenfalls 1349/50 unterstützte Johann den Wittelsbacher Markgrafen Ludwig von Brandenburg gegen die Anmaßungen des Falschen Woldemar mit einer kleinen Streitmacht (22 „Helme“ und 36 „Renner“).
Johann, der bereits ein finanziell verarmtes Erbe angetreten hatte, geriet auch durch seinen eigenen verschwenderischen Lebenswandel sehr bald in finanzielle Bedrängnis und sah sich im Verlauf seiner Regierung gezwungen, zahlreichen Besitz zu verpfänden oder mit Rückkaufrecht zu verkaufen: die Burgen in Kaltennordheim, Roßdorf und Barchfeld nebst den zugehörigen Orten und allem Zubehör an Abt Heinrich VI. von der Abtei Fulda (1350), Burg und Amt Ilmenau (erst 1343 durch Heinrich VIII. von den Grafen von Kevernburg gekauft) an die Grafen Heinrich VIII. (IX.) und Günther XII. (XXII.) von Schwarzburg (1351), Helversleben an den Landgrafen Friedrich den Strengen von Thüringen (1351), Silbach an Hans von Ostheim (1352), Burg und Stadt Wasungen und die Burggüter in Bamberg und Hammelburg an Gyse von Steinau und Lutz von Herbelstadt (1353), die Hälfte von Themar an Konrad von Herbelstadt (1356) und die Dörfer Kirchheim, Bechstedt und Werningsleben an die Stadt Erfurt (1357). 1355 schloss er ein Schutzbündnis mit den Landgrafen Friedrich III. und Balthasar von Thüringen, wobei er ihnen das Recht der Einlösung aller von ihm verpfändeten Burgen und Gebiete einräumte sowie das Vorgriffsrecht auf alle zukünftig von ihm zu verpfändenden oder verkaufenden Besitz.
1356 wurde Johann auf dem Reichstag in Nürnberg von Kaiser Karl IV. zum kaiserlichen Rat ernannt und in all seinen Reichslehen und Privilegien bestätigt, unter der Bedingung, immer mit 14 Pferden und 14 Begleitern den kaiserlichen Hoftagen beizuwohnen.

## Tod und Nachfolge
Am 23. April 1359 verfügte er testamentarisch, dass seine Gemahlin Elisabeth, unter Mithilfe des Abts Hermann von Veßra und einiger weiterer adliger Räte, die Vormundschaft über seine allesamt noch minderjährigen Söhne ausüben sollte. Als ihr Wittum bestimmte er die Burgen Wasungen, Frankenberg und Schleusingen. Sollte sie erneut heiraten, sollte das Wittum zurückgegeben und sie mit 7000 Gulden abgefunden werden.
Nur neun Tage später, am 2. Mai 1359, verstarb Johann von Henneberg-Schleusingen. Der Überlieferung nach soll er auf einen seiner Schuhriemen getreten und dadurch zu Tode gestürzt sein. Angesichts der Tatsache, dass er nur Tage zuvor sein Testament ausgestellt hatte, ist es eher wahrscheinlich, dass der inzwischen 70-Jährige durch Alter und vielleicht auch Krankheit geschwächt war und starb.
Seine Witwe Elisabeth von Leuchtenberg († 25. Juli 1361) führte danach für ihre noch unmündigen Söhne Heinrich und Berthold die Regentschaft. Nach ihrem Tod übernahmen ihre Brüder Johann I. (1334–1407) und Ulrich II. (1344–1378) die Vormundschaft. Als Heinrich 1367 für mündig befunden wurde, regierte er zunächst gemeinschaftlich mit seinem Bruder, aber Berthold verzichtete 1375 und wurde Domherr in Bamberg; Heinrich wurde Alleinherrscher.

## Ehe und Nachkommen
Der 1349 geschlossenen Ehe mit Elisabeth von Leuchtenberg († 25. Juli 1361), Tochter des Landgrafen Ulrich I. von Leuchtenberg (1293–1334) und dessen Ehefrau Anna von Zollern-Nürnberg († 1340), entstammten vier beurkundete Kinder:
- Elisabeth (* 1351; † 24. April 1397); ⚭ (um 1366) Johann II. von Anhalt-Köthen (* um 1340; † 11. April 1382)[25]
- Anna († 27. Juli 1385); ⚭ Gottfried III. von Hohenlohe-Uffenheim-Entsee (* vor 1344; † um 1390)[26]
- Heinrich X. (XIII.) (* 19. Juni 1352; † 1405); ⚭ Mechtild von Baden (1368–1425)[27]
- Berthold XII. (XV.) (* 1356; † 11. Februar 1416), Domherr in Bamberg[28]

Gelegentlich werden vier weitere Söhne erwähnt, für die die Beleglage jedoch sehr dürftig ist:
- Albert
- Hermann († nach 10. März 1373)[29]
- Johann (* um 1358; † vor 10. April 1360)[30]
- Volkmar